# Vincenc Kramář

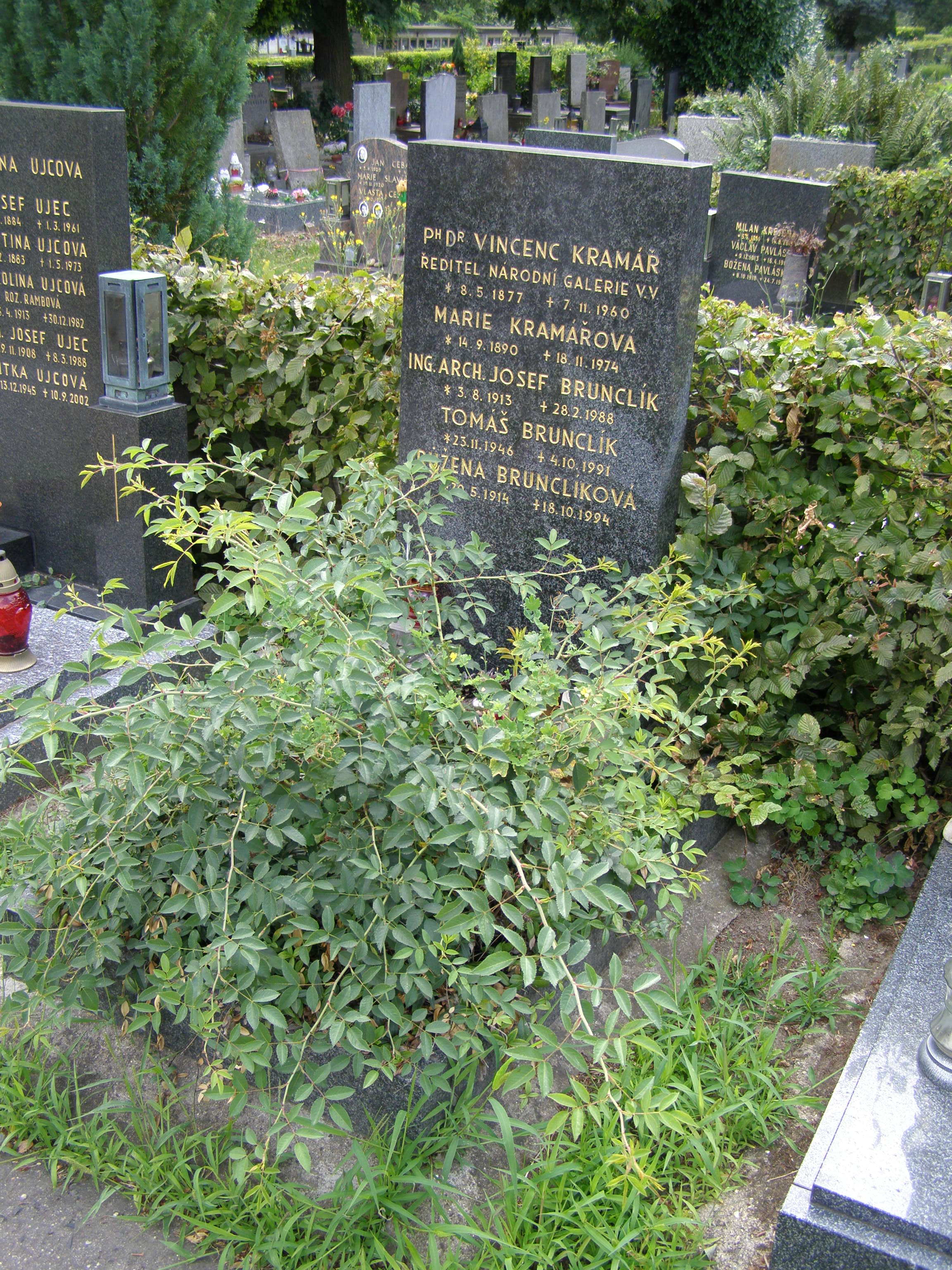
Hrob na hřbitově Malvazinky v Praze

Vincenc Kramář (8. května 1877 Vysoké nad Jizerou – 7. listopadu 1960 Praha) byl český teoretik kubismu a sběratel, proslul jako předvídavý sběratel kubistického umění, ředitel Obrazárny Společnosti vlasteneckých přátel umění s mimořádným smyslem pro výjimečné akvizice a jako pozoruhodný teoretik. Stal se historikem umění, který se po celý život hlásil k východiskům vídeňské školy a sepsal mnoho studií, které ovlivnily další historiky umění, například Alberta Kutala. Šlo o odborníka se širokým okruhem zájmů, který obhajoval moderní umění a zároveň razil cestu studiu středověkého umění, jak ho známe dnes. Přesvědčen o zaštiťující roli státu usiloval v pozici ředitele Obrazárny Společnosti vlasteneckých přátel umění o zestátnění jejích sbírek, což se mu roku 1937 podařilo. Jeho role při vzniku Státní sbírky starého umění byla zcela nepominutelná. Ve funkci ředitele ze zanedbané sbírky provinciálního charakteru ve vlastnictví SVPU vytvořil fungující a reprezentativní státní instituci. Středověké a moderní umění vděčí Kramářovi za kvalitní přírůstky. Mezi nejznámější lze zařadit Vyšebrodský oltář, Madonu Veverskou, Římskou, Roudnickou, Jindřichohradeckou a Zlatokorunskou, Zmrtvýchvstání Třeboňského mistra nebo Epitaf Jana z Jeřeně. Rok před smrtí odkázal svoje sbírky kubistického umění Národní galerii, ve které vynikají zejména práce z Picassova raného období. Tím napomohl státní sbírce moderního umění získat rozměr mezinárodní.

## Životopis

### Doba studií a bádání
Narodil se 8. května 1877 ve Vysokém nad Jizerou do dobře situované rodiny úspěšného obchodníka. Rodina byla výrazně obrozenecky laděná a hojně se věnovala historii. Z matčiny strany Kramář podědil vlohy i k hudbě a po celý život byl vynikajícím klavíristou. Středoškolské vzdělání získal studiem na jičínském gymnáziu, kde studoval spolu se svým bratrem. V roce 1896 vstoupil do Mařákovy krajinářské školy na Akademii výtvarných umění, souběžně si však zapsal historii na Filozofické fakultě Univerzity Karlovy. V prvním roce studia ale kriticky zvážil své výtvarné schopnosti a Mařákovu školu opustil. Jeho zájem o výtvarnou tvorbu se totiž brzy po zahájení studií obrátil na teoretickou část oboru. Jeho vyučujícími byli v této první fázi Otakar Hostinský, Bohumil Matějka a Karel Chytil. Pro Kramářovu budoucí badatelskou práci a jeho celkově kritický přístup však byl nejvýznamnější vliv Jaroslava Golla a jeho přísné historické metody. Poté začal cestovat po celé Evropě. Na základě Gollova doporučení dlouhodoběji zakotvil na univerzitě ve Vídni, v Ústavu pro historická bádání, kde uvítal to, co postrádal v Praze i v Mnichově – metodu studia, vybavení a v neposlední řadě také inspirativní prostředí. Kramář zastihl vídeňskou školu v jejím nejsilnějším obsazení. Měl příležitost čerpat z přednášek Franze Wickhoffa, Aloise Riegla, Julia Schlossera a byl rovněž důkladně školen v pomocných vědách historických. V té době na škole působil jako asistent o tři roky starší Max Dvořák, stěžejní osobnost evropského dějepisu umění. Po pěti semestrech v Rakouském ústavu pro historická bádání v roce 1902 Kramář promoval. Téhož roku se habilitoval Max Dvořák svým spisem o iluminátorech Jana ze Středy. Kramářovým kolegou byl také Vojtěch Birnbaum, který má jakožto osobnost historie dějin umění rovněž velký význam. Kramář, zaopatřen dědictvím po otci, ještě třináct let po ukončení studia měl možnost cestovat a prohlubovat si znalosti jako soukromý badatel bez toho, aby byl závislý na vnějším příjmu. Svůj čas trávil cestováním po Itálii, Římě, Florencii a po severu, zejména po Francii a Německu, kde se věnoval bádání o K. F. von Rumohrovi. V Paříži byl fascinován objevem kubismu. Spolu s řadou soudobých umělců byl od té doby přesvědčen o hlubokém přínosu, který kubismus musí mít pro moderní umění. Jeho cest do Paříže bylo do první světové války několik. Právě Kramářovým pobytům vděčí státní sbírka za akvizici celé řady raných Picassových děl. Mezi nimi Autoportrét (1907), Hlava ženy (1908), Sedící akt (1909), Le Port de Cadaqués (1910), Žena v lenošce (1910), sedm grafik a tři kresby. V Paříži trávil Kramář čas studiem a seznámil se s umělci, jejichž jména se dnes řadí mezi klasiky moderního umění: G. Braque, A. Derain, M. Vlaminck a další.
Když Kramář v roce 1912 přišel do Čech, byl zcela jedinečně odborně vybaven a měl před sebou široké pole působnosti pro uplatnění v oboru. Již během svých pobytů ve Vídni bedlivě sledoval situaci v Praze a po návratu do Čech konečně měl možnost zapojit se do dění v kultuře. O jeho neutuchajícím zájmu o aktuální vývoj umění svědčí řada jeho článků a textů. Nejčastějším tématem a okruhem jeho zájmu byl postoj odborné a obecné veřejnosti k modernímu umění, který vnímal jako politováníhodný. Byl plně přesvědčen o správnosti a umělecké hodnotě kubismu, potažmo děl Fillových, Kubištových i Gutfreundových. Prožíval proto jako velké příkoří, že se jejich tvorba namnoze nesetkávala s pochopením veřejnosti. Svou esejí z roku 1922 nazvanou „Nové umění a kritika“ vyjadřoval svůj názor na moderní umění. Svou frustraci ze současného stavu veřejného vkusu zahájil slovy: „Zdálo se, že po zkušenostech s realismem a impresionismem utváří napříště příznivější osud nově klíčícího umění a že naši umělci nebudou již platiti tak velikým osobním strádáním za své sny o nové kráse a za vši onu vysilující práci konanou v zájmu veškerenstva, jako bylo údělem tvůrců zmíněných dvou uměleckých směrů minulého století.“ Bydlel v Praze Dejvicích ve Studentské ulici, po roce 1936 až do své smrti roku 1960 v ulici Kolejní, na Kotlářce.

### Rodinný život
V roce 1912 se definitivně vrátil do Prahy, a to rok poté, co se oženil s Marií Goldnaglovou, rozenou Vídeňankou (14.9. 1890–18.11. 1974). V roce 1901 se jim narodil syn Vincenc.

### Ředitel Obrazárny společnosti vlasteneckých přátel umění
Po čtyřleté válečné zkušenosti se vrátil do Prahy, aby se ujal funkce ředitele Obrazárny Společnosti vlasteneckých přátel umění. Touto nepochybně čestnou ale také náročnou funkcí pověřilo Kramáře ministerstvo školství v červnu roku 1919. S pílí a svědomitostí sobě vlastní se ujal tohoto úkolu, ve kterém spatřoval příležitost prospět kulturnímu životu společnosti a úrovni této galerijní instituce. Připadl mu tak nesnadný úkol proměnit nesystematicky vedenou sbírku provinčního rázu ve státní instituci mezinárodní úrovně, která by dala vyniknout umělecké a kulturní úrovni českých zemí a zároveň důstojně reprezentovala. Inspirován ostatními evropskými zeměmi, kde galerie přecházely do rukou státu, vypracoval plán, podle kterého hodlal postupovat v budování vědecky strukturované galerie.  Úroveň sbírky se díky Kramářovi začala výrazně pozvedat také co se týká nových přírůstků. O svědomitém přístupu a promyšlené akviziční politice, kterou Kramář začal krátce po nástupu do funkce prosazovat, se brzy přesvědčily i odborné kruhy. Z malířských děl středověku, které se mu pro Obrazárnu podařilo získat, se jednalo zejména o predellu roudnickou, Vyšebrodský oltář, Madonu Veverskou, Římskou, Roudnickou, Jindřichohradeckou a Zlatokorunskou, Zmrtvýchvstání od Třeboňského mistra nebo Epitaf Jana z Jeřeně. Sochařství zastupovala Strakonická madona a Madona konopišťská. Tyto nákupy probíhaly mezi lety 1919–1930. Tam, kde se Kramářovi nedařilo díla staršího umění zakoupit, vypomáhal si dlouhodobými zápůjčkami ze sakrálních prostor; z Emauzského kláštera tímto způsobem získal Ukřižování (1385), z proboštského roudnického kláštera Votivní desku Jana Očka z Vlašimi (1371), Fragment roudnického polyptychu (1343), deskový cyklus Mistra Vyšebrodského oltáře z cisterciáckého kláštera ve Vyšším Brodě (1350). Soustředěným badatelským úsilím se Kramářovi podařilo v průběhu let získat mnoho dalších hodnotných děl, jako například Madonu římskou (1360) získanou nákupem v Římě, Madonu z Veveří (1350) pocházející z kaple Panny Marie u hradu Veveří, Madonu roudnickou (1380) z kláštera augustiniánů v Roudnici nad Labem atd. Sochařská díla reprezentovala například Strakonická madona, pocházející z johanitské komendy ve Strakonicích. Kramářovou vizí i přes neshody s politickou reprezentací byla státní sbírka, podporovaná a udržovaná státem, která by sloužila jako centralizovaná státní galerie v tom nejlepším slova smyslu. Z toho důvodu už od dvacátých let pracoval na tom, aby zestátnění sbírky mohlo proběhnout co možná nejplynuleji. Po roce 1931 se mu pak podařilo prosadit postupné převedení majetku Obrazárny Vlasteneckých přátel umění do rukou státu. Dostatečné finanční prostředky na další akvizice byly zajištěny přijetím Zákona č. 127/1936 Sb. ze dne 8. května 1936, jímž Československý stát nabývá sbírek Společnosti vlasteneckých přátel umění v Čechách. Na jeho základě stát převáděl každoročně do prostředků galerie milion korun na rozmnožování státní sbírky starého umění.

### Pozdní období
31. ledna 1939 byl ministrem školství a národní osvěty odvolán z funkce ředitele Státní sbírky starého umění. Kramářovi byl po celý život vlastní pokrokový přístup, který jej přirozeně směřoval do levé strany politického spektra. Vlastní založení a vize o budoucnosti umění jej tak vedla v roce 1945 ke vstupu do Komunistické strany Československa. Jeho nenaplněné plány a vize se změnou politické reprezentace znovu probudily k životu. Ve změně režimu viděl cestu ke kulturní politice státu o které snil. Věřil že tam, kde politická reprezentace první republiky selhala, komunistická strana uspěje. Svou optimistickou vizi a očekávání vyjádřil na čtyřiceti stranách spisu „Kulturně politický program KSČ a výtvarné umění“. V roce 1946 rovněž podepsal prokomunistické „Májové poselství kulturních pracovníků českému lidu!“ publikované před květnovými volbami do Ústavodárného Národního shromáždění. Tento předvolební manifest komunistů podepsalo celkem 843 kulturních pracovníků a komunisté volby vyhráli. Dále připojil svůj podpis pod výzvu prokomunistické inteligence Kupředu, zpátky ni krok!, jež byla publikována dne 25. února 1948 na podporu komunistického převratu. Tři roky před smrtí se Kramářovi dostalo pocty, když mu prezident udělil Řád práce. V roce 1959 pak odkázal své sbírky Národní galerii a 7. listopadu 1960 zemřel ve věku třiaosmdesáti let. Nesmírně hodnotná sbírka, obsahující hlavně celou řadu Picassových raných prací, kterou Národní galerie od něj získala, se stala v roce 1992 předmětem sporu s jeho dědici.

### Sběratelská činnost
Sběratelská činnost Kramáře se datovala od prvních let 20. století do první poloviny třicátých let, kdy tato činnost postupně slábne. Informace o nákupech výtvarných děl máme z dokumentace zpracované Josefem Brunclíkem z roku 1981. Veškerá Kramářova sbírková činnost šla ruku v ruce s jeho teoretickými pracemi a chápal ji jako nástroj historika umění. byla pro něj nezbytnou součástí teoretické práce, protože se při této práci opírá především o své sbírky. Po roce 1900 se zaměřil na skupování české malby 19. století a to především krajinomalby. Tato část sbírky má klasický charakter a zahrnuje díla A. Chittussiho, Mařáka, Slavíčka, A. Mánesa, J. Preislera, M. Švabinského. O tuto sbírku se také opírají nepublikované teoretické práce, v nichž se zabývá vymezením a charakterem českého umění a také jeho tradicí. Sledoval také tradice tzv. Generace Národního divadla až k Maxovi Švabinskému a Antonínu Slavíčkovi, jejichž tvorbou a souvislostmi se důkladně zabýval. Od roku 1910-1914 sbíral dnešní jádro své sbírky, tedy český a francouzský kubismus. Kubistická díla kupoval už od roku 1907 ze skupiny Osma a jejích výstav. Mezi prvními byly obrazy Antonína Procházky, kterému patřila Kramářova pozornost v teoretických pracích. Kupoval díla Vincence Beneše, i když o něm nikdy nepsal. Největší Kramářova pozornost byla zaměřena k Emilu Fillovi. Jeho obrazy sbíral po celou dobu své sbírkové činnosti, a to ještě i v třicátých letech. Považoval Fillu za jediného, který pochopil jádro kubistického problému a mohl tvořit stejnými principy jako Picasso. Opakem Filly byl Bohumil Kubišta. Kramář u něj nemluvil o kubismu, ale o kubizujících formách, nebo o geometrizaci na základě stylizace, kterou opovrhoval. Nákupy jeho děl je třeba chápat spíše jako podporu mladého umělce. Preferovaným Kramářovým žánrem v kubistické tvorbě bylo zátiší, které ztělesňovalo tvary a objemy, podstatné pro kubismus. V tomto období se Kramář nevyhnul ani otázce volných sochařských děl. Tuto disciplínu zastával především Otto Gutfreund a jeho kubistické sochařství, z něhož zakoupil Kramář několik děl. Kramář se nad jeho dílem pozastavoval a řešil otázku, zda je vůbec možná volná kubistická plastika. Odpověď nacházel v některých Gutfreundových realizacích z dřevěných prken. Dvacátá a třicátá léta byla poslední fází jeho sbírkotvorné činnosti a z tohoto období máme horší záznamy o nákupech (resp. neznáme datace nákupů). V této době pokračoval v nákupu děl Fillových a kupoval také obrazy Josefa Čapka. Z tvorby Josefa Čapka potom oceňoval nejvíce jeho díla tvořená v duchu civilismu (např. téma námořníci). Další obrazy z tohoto období jsou od Alfréda Justitze nebo Josefa Šímy.

### Vliv na kubistické umění
Vliv vídeňské školy, která kolem roku 1900 razila myšlenku o nutnosti jakési „duality“ u kunsthistorika, byl u Kramáře patrný. Tento „dualismus“ se projevoval ve vnímání starého umění v kontextu a reflexi umění současného. Patrně z toho se rodí Kramářovy pozdější teze o nutnosti zaměření (či specializaci) historika umění nejen na historickou epochu, ale také aktivní vnímání soudobého (tedy dobově aktuálního) umění. Sám těmto tezím byl příkladem a stejně intenzivně se věnoval vedle umění středověku (gotickému umění a barokní gotice) také umění nejsoučasnějšímu, tedy kubismu. Kubismus v českém prostředí plném nových a sílících nacionálních ambicí, po úpadku habsburského impéria, mohl být viděn jako umění svobodného ducha a obrat směrem k Paříži, jako tehdejšímu centru umění. Po roce 1910 Kramář pravidelně cestoval do Paříže, kde se díky sblížení s majitelem galerie Danielem-Henrym Kahnweilerem dostal k Picassovi, Braqueovi, Derainovi, Apollinairovi, v jejichž obrazech spatřoval umění reflektující moderní dobu. Díla těchto umělců od roku 1910 skupoval, hlavně u galeristů jako byli Kahnweiler nebo A. Vollard. Blízký vztah Kramáře s Kahnweilerem založený na podobných názorech a frekventované osobní korespondenci vytěžil pro zápůjčky celé řady soukromých Kahnweilerových kubistických děl pro pražské výstavy. Z české umělecké scény to byl především Emil Filla, jehož tvorba byla kontinuálně podporovaná Kramářovými nákupy. Kramář hojně podporoval umělce sdružené ve skupině Osma, kteří netvořili ještě v kubistickém duchu, ale byli dostatečně inovativní a ze strany oficiálních institucí nepochopeni. Později podporoval také umělce ze Skupiny výtvarných umělců (fungující 1911–17) a SVU Mánes, do které patřil také E. Filla. Zapůjčoval jim obrazy a současné Picassovy fotografie nakoupené od Kahnweilera a také podporoval jejich kubistické výstavy nebo organizoval výstavy Picassových děl v Praze. Roku 1912 vydal jediné ucelené teoretické pojednání o kubismu v Čechách, knihu „Kubismus“, kde také teoreticky rozebral principy kubismu a předložil možné podobnosti se středověkým uměním.

### Vliv na teorii restaurování
Teorie restaurování v České republice vděčí za položení svých základů právě Kramářovi. Už od Kramářovy první reinstalace expozice obrazárny SVPU, sídlící tehdy ještě v budově Rudolfina (hotová v roce 1923), se v této instituci zřizoval restaurátorský ateliér, v čele s Adolfem Bělohoubkem. Tento ateliér postupně stoupal ve své kvalitě a byl náležitě prezentován veřejnosti a v Kramářových teoretických pracích. Od roku 1936 vedl s Bělohoubkem atelier Bohuslav Slánský. V té době se již například systematicky využívalo rentgenového přístroje. Kramář, jako student Vídeňské akademie, hájil autentičnost díla, ale jeho koncepce restaurování byla odlišná od konzervačních přístupů nebo kladení důrazu na stáří díla. Jeho postojem k etice restaurování byla maximální čitelnost díla, což mělo za následek odstraňování zestárlých laků tvořících zažloutlý „příkrov“. Jeho cílem nebylo uvedení díla do vizuálního stavu jeho vzniku, ale pouze o anulaci „[…]časové distance mezi uměním různých epoch.“ Vincenc Kramář byl svým způsobem vášnivým čtenářem umění a z toho důvodu se snažil odstraňovat jejich případnou nečitelnost vzniklou plynutím času. Proto se také nespokojil pouze s neutrálními retušemi, ale začal experimentovat v tomto odvětví restaurování. Hledal například materiály pro retuše beze zbytku reverzibilní a současně stálé, nebo funkční směrnici (vzorec) pro doplňování lokálních retuší, podobný jako je pro retuš neutrální. Vedoucí ateliéru Bohuslav Slánský převzal restaurátorský koncept, průpravu a etické postoje od svého vedoucího Vincence Kramáře a dále je šířil restaurátorské obci. Některé základy tohoto konceptu jsou platné i v dnešní době. Slánský i Kramář odmítali později přicházející novější přístupy v restaurování zdůrazňující konzervátorský přístup, tedy upřednostňující zachování komplexní hodnoty předmětu před aktuální integritou a celistvostí, nebo zvýšením estetické hodnoty.

### Vztah k vídeňské škole
Svým učitelem Franzem Wickhoffem byl přiveden k respektování ideje jednotného uměleckého vývoje a k odmítání normativní estetiky s její klasifikací úpadkových období. Snaha o objektivní poznání uměleckého vývoje, universalismus a kriticismus se mu staly hlavním imperativem při odborné práci. Právě tak mu bylo vlastní Wickhoffovo věcné vyjadřování. Wickhoffův nekrolog se stal dalším dokladem Kramářova přesvědčení o genetické souvislosti jednotlivých uměleckých jevů, jejichž konstrukcí vznikají vývojové linie. Lze říci, že oba byli hlavně žáky vídeňské školy, což je předurčilo ke sdílení celé řady podstatných principů. Tak se mohl s Maxem Dvořákem jednomyslně shodnout pokud jde o správnou metodu. Tu klasifikuje jako věcné a nepředpojaté studium uměleckých děl, jehož cílem je nalezení originálního umění, které má podíl na vývoji, neboť jen díla nejvyšší kvality mohou vývoj posouvat dál. V souladu se zásadami vídeňské školy se s Dvořákem shodl také na kritické práci s prameny. Mezi ty řadil vlastní umělecké dílo a dále související dobové dokumenty. Dvořák rovněž upozornil ve svém spise „O nejnaléhavějších problémech ve výchově k uměleckohistorickému bádání“ na nutnost podrobit tyto prameny důkladnému zkoumání, aby byla potvrzena jejich pravost. Posledním podstatným rysem, v němž se oba historici umění shodují, je koncepce vývoje. Na rozdíl od Aloise Reigla, který vývoj považoval za imanentní a spějící ke stále větší dokonalosti, si Max Dvořák i Vincenc Kramář uvědomili jeho komplexnější povahu. On sám to v několika studiích charakterizoval jako násobení, křížení a stále větší komplikaci. Podle Dvořáka se vývoj skládá ze vzájemně se prostupujících genetických sledů, které se někdy vracejí k fázím zdánlivě překonaným. Souvislost obou názorů je více než zřejmá a poukazuje na velkou vnitřní sounáležitost v přístupu obou bývalých spolužáků.

### Publikace a stati
- Kubismus, Moravskoslezské revue, Brno 1921
- Rembrandtovo zvěstování P. Marie, Společnost vlasteneckých přátel umění, Praha 1926
- Dnešní kulturní reakce a Moderní galerie, Miloš Procházka, Praha 1927
- Emil Filla. Jeho význam a dílo (Přednáška proslovená Vincencem Kramářem při zahájení souborné výstavy v budově Mánesa v Praze v květnu 1932), František Venera, Brno 1932
- Zátiší v novodobém umění, František Venera, Brno 1932
- Fr. Tkadlík, krajinář, František Venera, Brno 1937
- Greco a Goya ve státní sbírce starého umění, Společnost vlasteneckých přátel umění, Praha 1938
- Kulturně politický program KSČ a výtvarné umění, Svoboda, nakladatelství, Praha 1946
- Otázky moderního umění (K problémům umění první poloviny 20. století), Nakladatelství československých výtvarných umělců, Praha 1958
- O obrazech a galeriích, Odeon, nakladatelství krásné literatury a umění, n.p., Praha 1983
- Zpustošení Chrámu svatého Víta v roce 1619, Artefactum, Praha 1998

## Osudy sbírky V. Kramáře
Kramář již v letech 1949 a 1952 prodal Národní galerii některé práce na papíře – italské a středoevropské kresby ze 16.–19. století. Po měnové reformě roku 1953, která vyměnila vklady v poměru 1:50, se ocitl ve finanční tísni. Po dohodě s tehdejším ředitelem Vladimírem Novotným nabídl Národní galerii roku 1957 k odkupu za 150 000 Kč Picassův obraz Žena v lenošce (1910), který v roce 1911 koupil od Ambroise Vollarda. Obraz byl už předtím v letech 1947–1951 uložen v depozitu NG.
V závěru 50. let tak na sebe přitáhl pozornost státních orgánů, které uvalily milionářskou daň na jiné sběratele a odsoudily je do vězení. Podle svědectví Jana Koblasy  byla v padesátých letech i na Kramářovu sbírku nejprve uvalena tzv. milionářská daň;  poté byla sbírka inventarizována a zabavena Ministerstvem vnitra. Vincenci Kramářovi byla ponechána pouze úloha „správce“ sbírky. Kramář měl původně v úmyslu sbírku odkázat, ale chtěl si ji až do své smrti ponechat v bytě. V darovací smlouvě ze 4. dubna 1960 se seznamem 30 položek je uvedeno, že československý stát upouští od mimořádné jednorázové dávky z hodnoty obrazů a od předpisu notářského poplatku z daru 31 obrazů synovi a 28 obrazů dceři. Rodinu však smlouva neosvobodila od zaplacení milionářské daně. Toho využil nově dosazený ředitel Národní galerie Jan Krofta a u dědiců vymohl náhradou za nesplacenou daň převod dalších klíčových obrazů sbírky – Skříňka, šálek, jablka a sklenice (1909),  Přístav v Cadaqués (1910) a kvaš Harlekýn (1908–1909) od Pabla Picassa.
Kramářova sbírka byla od padesátých let uložena v depozitu Národní galerie, pak dědici vykoupena a nakonec předána zčásti Národní galerii darem. V roce 2001 byla Kramářově sbírce věnována výstava v prostorách Národní galerie někdejšího Veletržního paláce. Vystaveno bylo 95 obrazů, 150 kreseb, 10 plastik a mnoho doprovodných materiálů, jako je korespondence či fotografie z jeho pozůstalosti. V roce 2004 vystavila Galerie Jiří Švestka z jeho sbírky nejprve malby Emila Filly a poté grafiky francouzského impresionismu a fauvismu.

## Galerie Vincence Kramáře
V roce 1964 byla díky iniciativě malíře a kritika Františka Doležala v Bubenči otevřena výstavní síň Svazu československých výtvarných umělců s názvem Galerie Vincence Kramáře. Působila zde až do roku 1971, kdy byla uzavřena v rámci tzv. normalizace.  Později nesla tento název soukromá galerie ve Wuchterlově ulici, která již zanikla.